# Bruttolohnsumme
Die Bruttolohnsumme eines Unternehmens ist der Gesamtbetrag des Geldlohnes und der Naturalleistungen eines Betriebes. Steuern und Sozialversicherungsbeiträge werden hierbei nicht abgezogen. Nicht Teil der Bruttolohnsumme sind die Sozialversicherungsanteile des Unternehmens. Die Höhe der Bruttolohnsumme in einem Zeitraum  ist abhängig von der Anzahl und Qualifikation der Arbeitskräfte und dem daraus entstehenden Lohn der Arbeitskräfte. Hierin enthalten sind neben den  Arbeitsleistungen auch gesetzlicher Leistungen wie z. B. Arbeitszeitausfall. 
Die Bruttolohnsumme eines Arbeitnehmers entspricht in der Regel dem Bruttojahreseinkommen zuzüglich geldwerter Vorteile und ist für ihn die Grundlage für seine Sozialabgaben sowie sein steuerliches Einkommen aus nichtselbständiger Arbeit.
Die Bruttolohnsumme war bzw. ist die Bemessungsgrundlage für verschiedene Sachverhalte. So war sie in Österreich Bemessungsgrundlage für die (inzwischen abgeschaffte) Lohnsummensteuer und im Tarifvertrag Lohnausgleich im deutschen Baugewerbe bis 2006 Bemessungsgrundlage für den Lohnausgleich für die arbeitsfreien Tage Ende Dezember.